# ویم روسکا
ویم روسکا (انگلیسی: Wim Ruska; ۲۹ اوت ۱۹۴۰ – ۱۴ فوریهٔ ۲۰۱۵) جودوکار اهل هلند بود.
وی در مسابقات کشوری و بین‌المللی در مجموع برندهٔ ۴ مدال طلا، ۱ مدال نقره شده‌است.